# Mukiro
Mukiro är ett vattendrag i Burundi.   Det ligger i provinsen Cankuzo, i den nordöstra delen av landet, 140 km öster om huvudstaden Bujumbura.
Omgivningarna runt Mukiro är en mosaik av jordbruksmark och naturlig växtlighet. Runt Mukiro är det ganska tätbefolkat, med 90 invånare per kvadratkilometer.